# شهرستان شیاواسه (میشیگان)
شهرستان شیاواسه، میشیگان (به انگلیسی: Shiawassee County, Michigan) یک سکونتگاه مسکونی در ایالات متحده آمریکا است که در میشیگان واقع شده‌است.